# Визвольний рух геїв і лесбійок

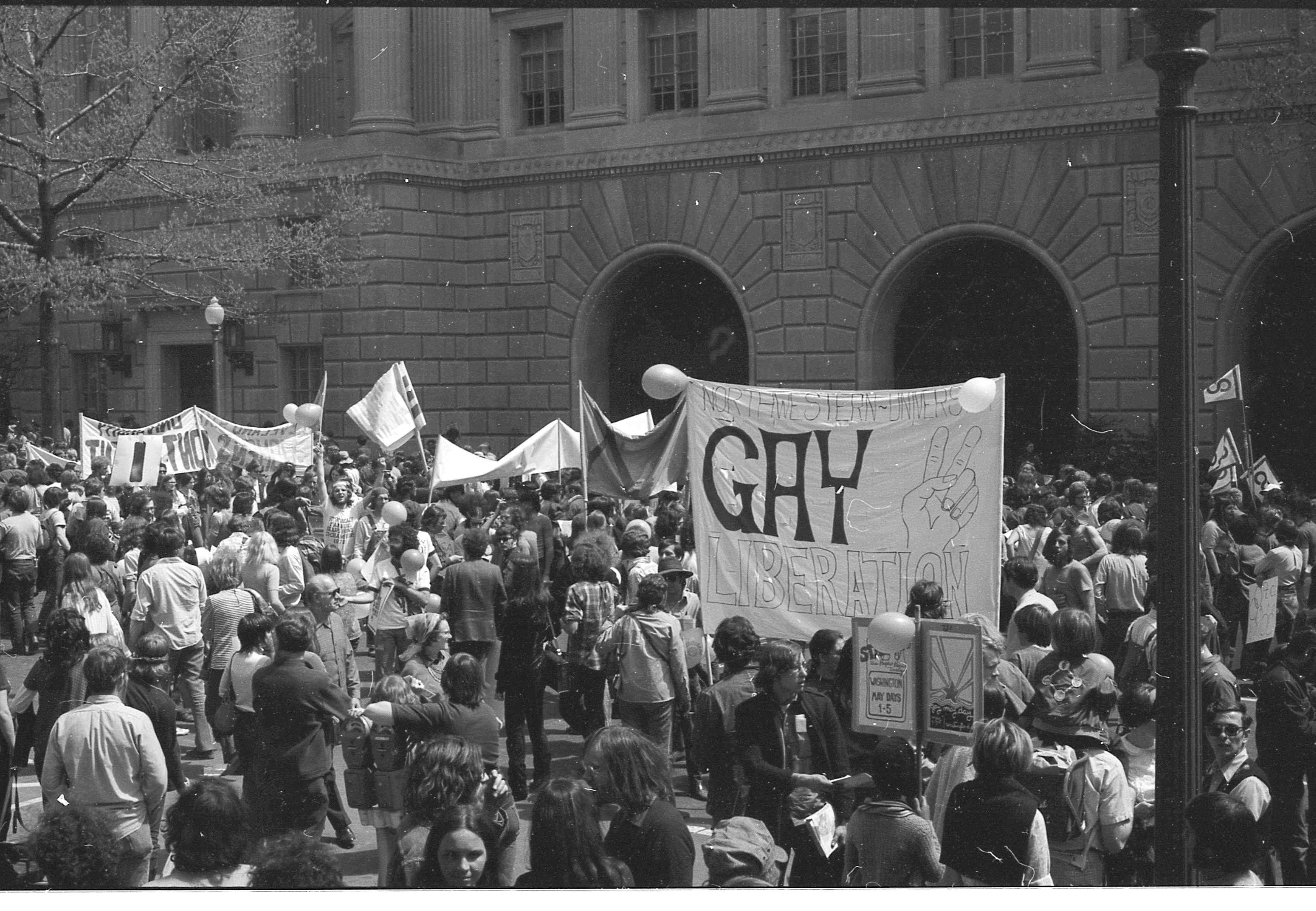
1970

Визвольний рух геїв і лесбійок, визволення геїв (англ. Gay liberation movement,  Gay liberation ) — це соціальний та політичний  гей-рух періоду кінця 1960-х — середини 1980-х років, що характеризується прагненням до масового камінг-ауту серед ЛГБТ і формуванням концепції «гей-гордості», що приходить на зміну боротьби з почуттям сорому. Цей період також характеризується початком активного вживання розмовного слова «гей» для самопозначення замість наукових слів «гомосексуал» або «гомофіл». Багато представників ідеології визвольного руху дотримувалися радикальних поглядів і повністю відкидали такі фундаментальні суспільні інститути, як стать або сім'я.
Рух визволення знайшов своїх прихильників не тільки в  США, але і по всій Північній Америці, Європі, Австралії і Новій Зеландії. Наприкінці 1970-х років ЛГБТ-рух зосередився на боротьбі за громадянські права ЛГБТ.